# Bougoula (Kati)
Pour les articles homonymes, voir Bougoula.
Bougoula est une localité et une commune rurale du Mali de l'arrondissement de Sanankoroba, dans le Cercle de Kati et la région de Koulikoro.

## Villages
La commune s'étend sur 11 localités relevées lors du recensement général de 2009. 
Les villages les plus peuplés sont :
- Bougoula (1 641 habitants)
- Biron (1 464 habitants)
- Falan (1 444 habitants)